# Президентские выборы в Польше (2020)
Президентские выборы в Польше в 2020 году — очередные выборы президента Республики Польша, состоявшиеся в 2020 году. Первый тур состоялся 28 июня; во второй тур вышли действующий президент Анджей Дуда и мэр Варшавы Рафал Тшасковский. Во втором туре, состоявшемся 12 июля, победу одержал Анджей Дуда.

## Кандидаты
О желании участвовать в выборах заявило 11 кандидатов, среди которых действующий президент Польши Анджей Дуда, Малгожата Кидава-Блонская (до 15 мая 2020) от Гражданской платформы, Рафал Тшасковский (Гражданская платформа) с 16 мая 2020 года, Владислав Косиняк-Камыш (Польская крестьянская партия), Роберт Бедронь (Wiosna), Кшиштоф Босак (Конфедерация «Свободы и независимости»), Шимон Головня, а также ряд других политических деятелей.

## Дата выборов
Первоначально выборы были назначены на 10 мая. Об этом заявила спикер Сейма Эльжбета Витек 5 февраля. Но из-за пандемии COVID-19 выборы были перенесены на 28 июня. Срок полномочий действующего Президента истекает в августе 2020 года.

## Особенности голосования
Предполагалось, что в связи с пандемией COVID-19 граждане Польши будут избирать президента с помощью так называемого почтового голосования. Однако из-за отсутствия конфиденциальности бывшие премьер-министры и президенты Польши призвали бойкотировать это голосование. Бывший вице-премьер Лешек Бальцерович заявил: «Хотел бы вам передать позицию, которой все бывшие президенты Республики Польша: Лех Валенса, Александр Квасьневский и Бронислав Коморовский, а также бывшие премьеры: Марек Белька, Ян Кшиштоф Белецкий, Влодзимеж Цимошевич, Эва Копач, Казимеж Марцинкевич и Лешек Миллер заявляют, что не примут участие в корреспондентском голосовании, то есть в псевдовыборах, и надеются, что подобно будут действовать кандидаты и избиратели, которые разделяют заботу об уважении к Конституции и демократическом будущем Польши».

## Опросы перед выборами

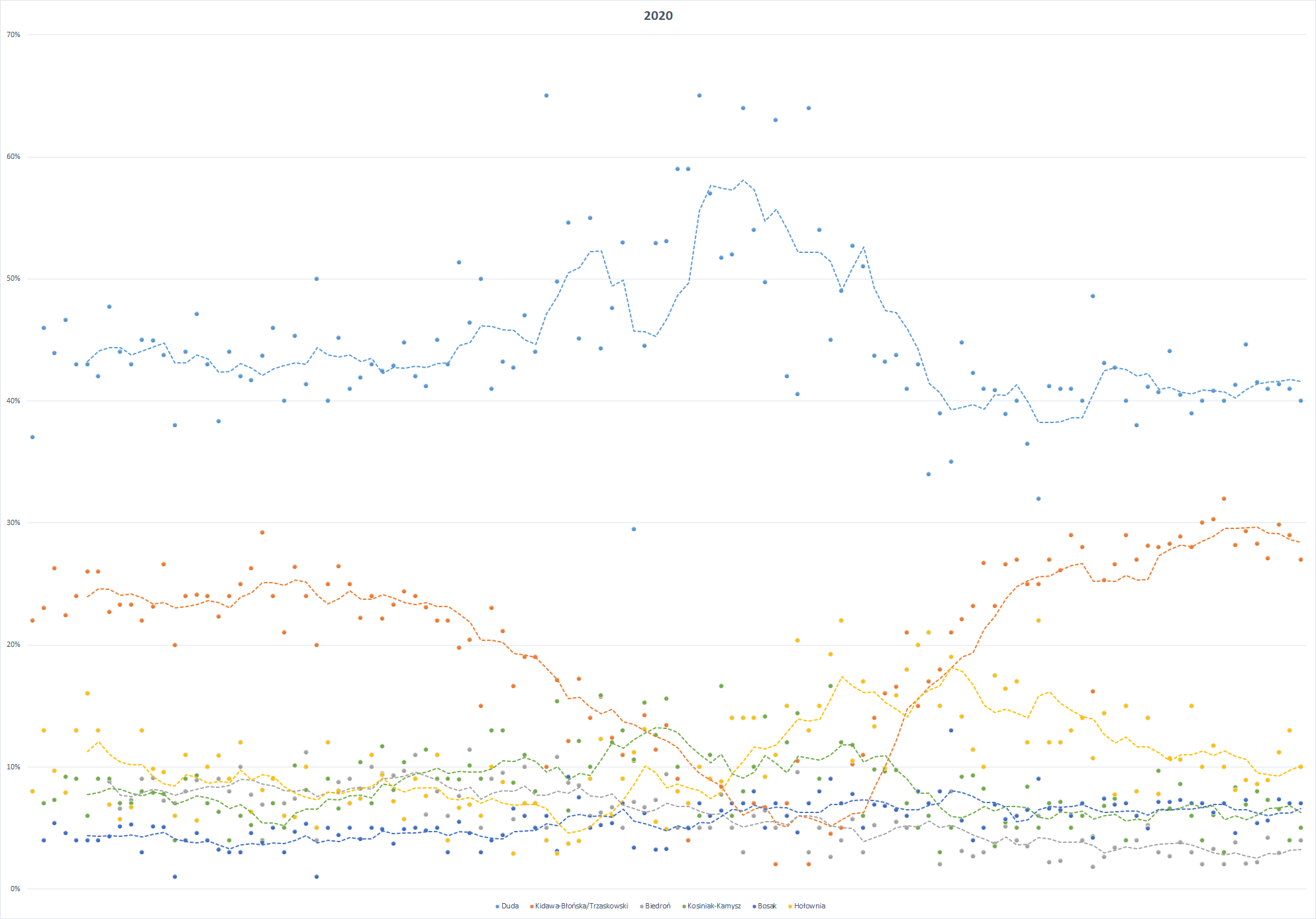
Результаты общественных опросов перед первым туром голосования

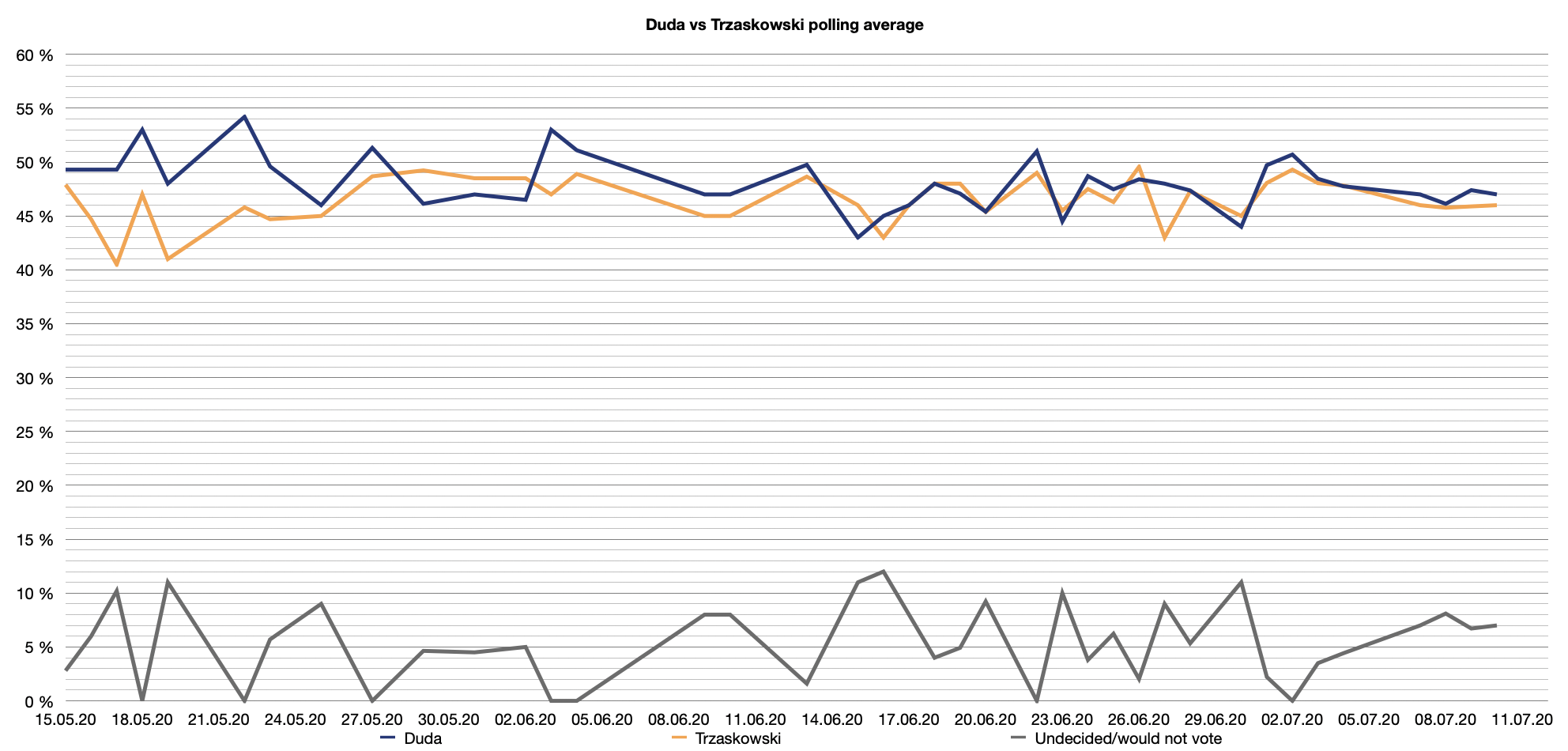
Результаты общественных опросов перед вторым туром голосования:

Согласно опросу, проведённому Институтом рыночных и общественных исследований (IBRiS), по заказу польского еженедельника «Политика», Анджей Дуда в первом туре наберёт 43,1 %, Рафал Тшасковский — 27,4 %, Шимон Головня — 10,1 %, Владислав Косиняк-Камыш — 7,5 %, Кшиштоф Босак — 6,2 %, Роберт Бедронь — 4,5 %. Во втором туре за Тшасковского планируют проголосовать 46 %, за Дуду — 45,2 %.
| Кандидат | Кандидат                | Результат в первом туре | Поддержанный кандидат        | Поддержанный кандидат        |
| -------- | ----------------------- | ----------------------- | ---------------------------- | ---------------------------- |
|          | Шимон Холовня           | 2 693 397 (13,87 %)     |                              | Рафал Тшасковский            |
|          | Кшиштоф Босак           | 1 317 380 (6,78 %)      | Отказ поддерживать кого-либо | Отказ поддерживать кого-либо |
|          | Владислав Косиняк-Камыш | 459 365 (2,36 %)        |                              | Рафал Тшасковский            |
|          | Роберт Бедронь          | 432 129 (2,22 %)        |                              | Рафал Тшасковский            |
|          | Станислав Жултек        | 45 419 (0,23 %)         | Отказ поддерживать кого-либо | Отказ поддерживать кого-либо |
|          | Марек Якубяк            | 33 652 (0,17 %)         |                              | Анджей Дуда                  |
|          | Павел Танайно           | 27 909 (0,14 %)         | Отказ поддерживать кого-либо | Отказ поддерживать кого-либо |
|          | Вальдемар Витковский    | 27 290 (0,14 %)         | Отказ поддерживать кого-либо | Отказ поддерживать кого-либо |
|          | Мирослав Пётровский     | 21 065 (0,11 %)         | Отказ поддерживать кого-либо | Отказ поддерживать кого-либо |

## Результаты
Первый тур выборов был отмечен рекордной в современной истории Польши явкой — 64,51 % (в 2015 году явка составляла 48,96 %, в 2010 году — 54,94 %). Из 30,2 млн имеющих право голоса граждан проголосовало 19 млн человек, среди которых 483 тысячи проголосовало дистанционно.
Официальные результаты первого тура были опубликованы 30 июня 2020 года.
Второй тур состоялся 12 июля 2020 года. Явка составила 68,18 %.
Результаты экзитполов:
1. Анджей Дуда — 50,4 %
2. Рафал Тшасковский — 49,6 %

Результаты после окончательного подсчёта голосов:
| Кандидат                     | Кандидат                    | Субьект выдвижения                   | Первый тур | Первый тур | Второй тур | Второй тур |
| Кандидат                     | Кандидат                    | Субьект выдвижения                   | Голосов    | %          | Голосов    | %          |
| ---------------------------- | --------------------------- | ------------------------------------ | ---------- | ---------- | ---------- | ---------- |
|                              | Анджей Дуда                 | Объединённые правые                  | 8 450 513  | 43,50      | 10 440 648 | 51,03      |
|                              | Рафал Тшасковский           | Гражданская коалиция                 | 5 917 340  | 30,46      | 10 018 623 | 48,97      |
|                              | Шимон Холовня               | Независимый кандидат                 | 2 693 397  | 13,87      |            |            |
|                              | Кшиштоф Босак               | Конфедерация свободы и независимости | 1 317 380  | 6,78       |            |            |
|                              | Владислав Косиняк-Камыш     | Польская народная партия             | 459 365    | 2,36       |            |            |
|                              | Роберт Бедронь              | Левые                                | 432 129    | 2,22       |            |            |
|                              | Станислав Жултек            | Конгресс новых правых                | 45 419     | 0,23       |            |            |
|                              | Марек Якубяк                | Федерация для Речи Посполитой        | 33 652     | 0,17       |            |            |
|                              | Павел Танайно               | Независимый кандидат                 | 27 909     | 0,14       |            |            |
|                              | Вальдемар Витковский        | Уния труда                           | 27 290     | 0,14       |            |            |
|                              | Мирослав Пётровский         | Движение за настоящую Европу         | 21 065     | 0,11       |            |            |
| Действительных бюллетеней    | Действительных бюллетеней   | Действительных бюллетеней            | 19 425 459 | 99,70      | 20 458 911 | 99,14      |
| Недействительных бюллетеней  | Недействительных бюллетеней | Недействительных бюллетеней          | 58 301     | 0,30       | 177 724    | 0,86       |
| Всего бюллетеней             | Всего бюллетеней            | Всего бюллетеней                     | 19 483 760 | 100,00     | 20 636 635 | 100,00     |
| Явка избирателей             | Явка избирателей            | Явка избирателей                     | 30 204 792 | 64,51      | 30 268 460 | 68,18      |
| Источник: PKW, PKW, PKW, PKW |                             |                                      |            |            |            |            |